# Straßenbahn Lorient

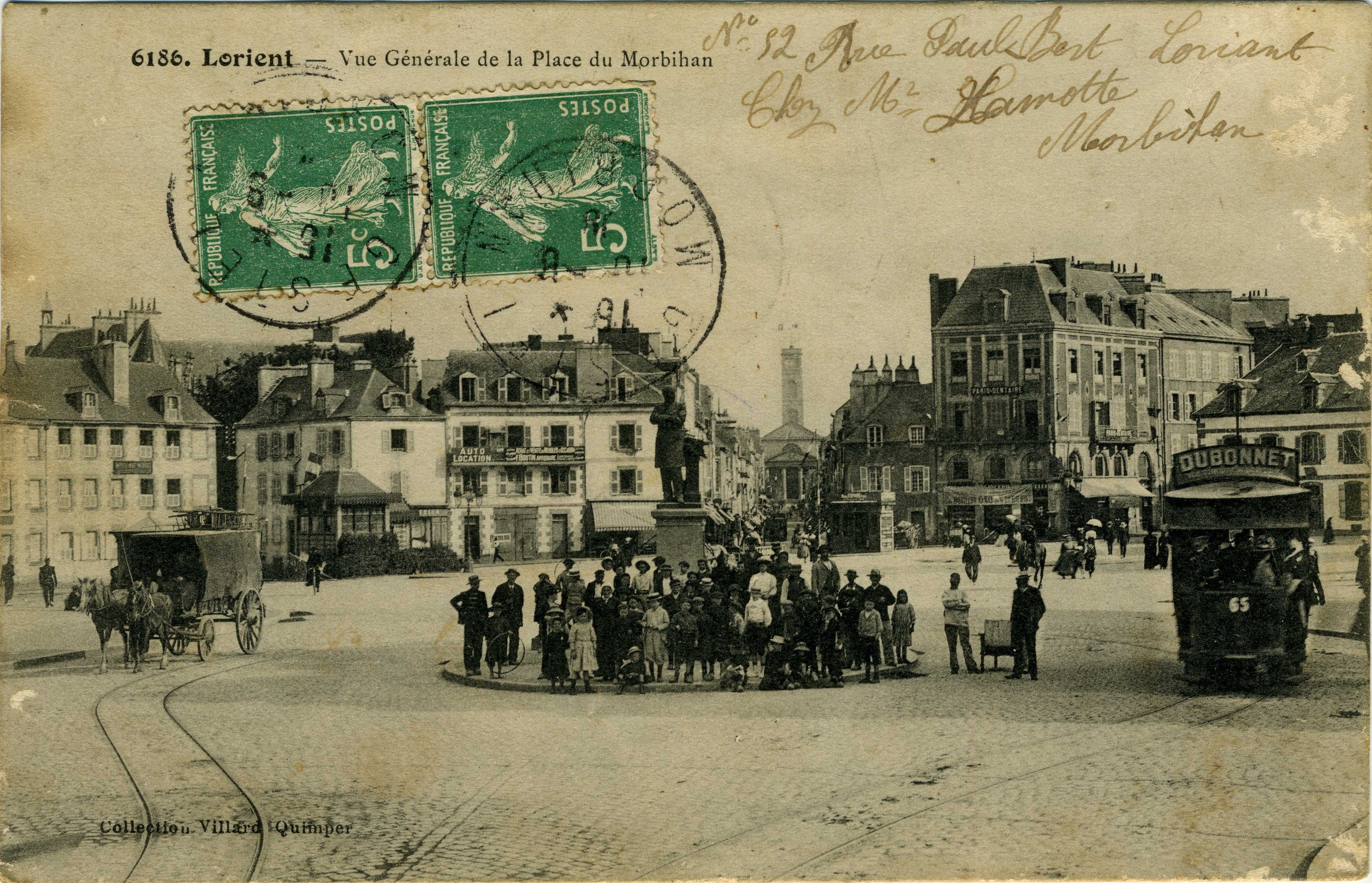
Lorient, Place du Morbihan um 1908

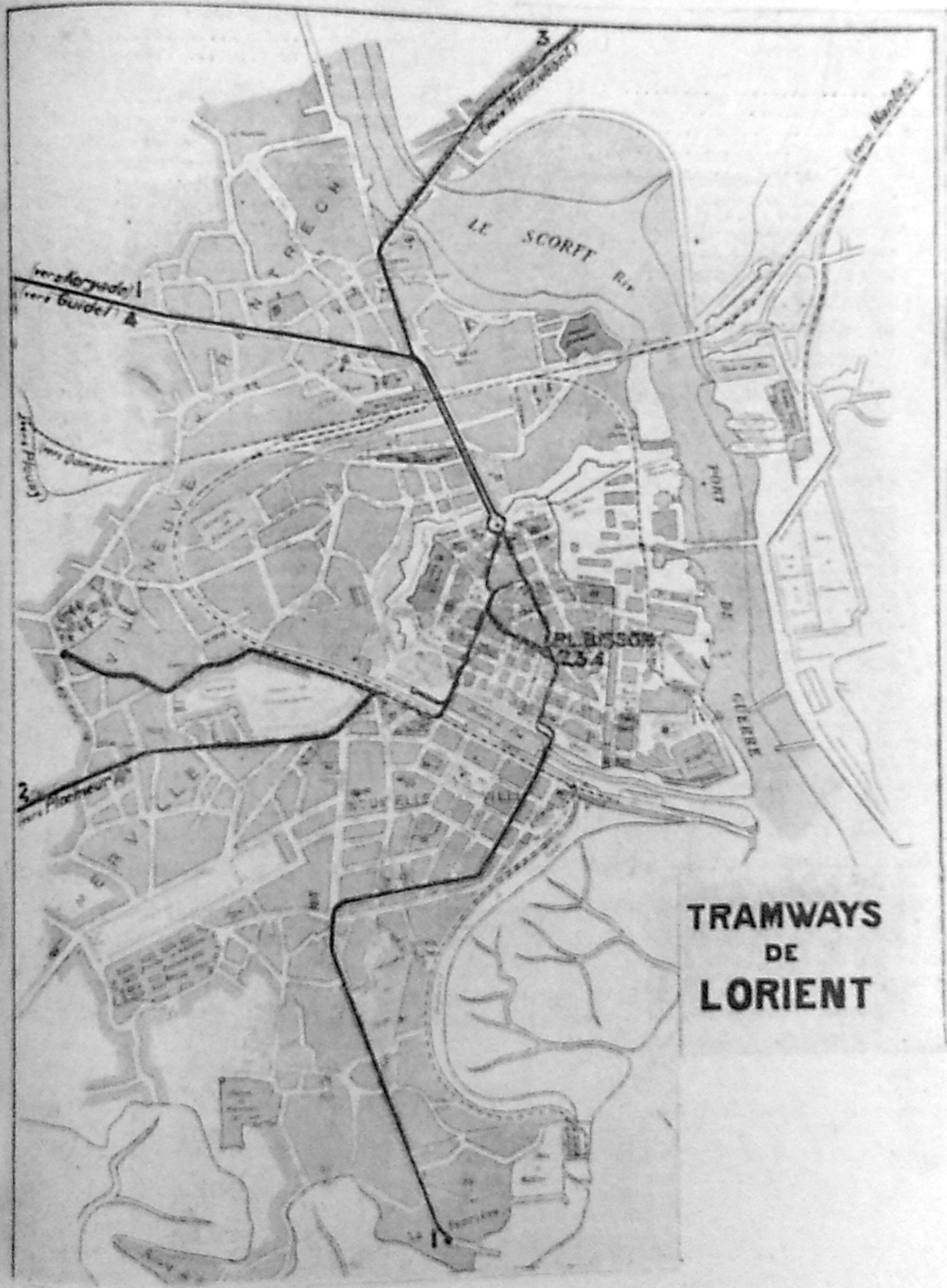
Innerstädtisches Streckennetz 1928

Die Straßenbahn Lorient war eine meterspurige Straßenbahn in der französischen Hafenstadt Lorient im bretonischen Département Morbihan. Sie erschloss den Stadtbereich und die Nachbarstadt Ploemeur, zwei Überlandlinien führten nach Guidel im Westen und Hennebont im Nordosten von Lorient. Sie war von 1901 bis 1944 in Betrieb.

## Geschichte
Der Compagnie des tramways de Lorient wurde am 22. Juni 1897 mit Sitz in Paris gegründet.  Zum Beginn 1901 wurden der Betrieb von drei Stadtlinien aufgenommen. Eine Linie von Lorient nach Hennebont wurde am 14. Juni 1901 genehmigt, die am 1. Mai 1902 eröffnet wurde. Die Linie wurde am 26. November 1932 wieder eingestellt. Am 8. September 1908 wurde Linie nach Guidel eröffnet, welche am 2. Mai wieder aufgegeben wurde. Es war geplant, den Betrieb im Stadtgebiet mit 1. Januar 1938 einzustellen, tatsächlich wurde das Netz wegen des Krieges weiter betriebsbereit erhalten und bedarfsweise bedient. 1939 gab es ein Betrieb nach Plomeur. Offiziell wurde die Infrastruktur eingestellt, der Betrieb wurde von den Besatzern wieder aufgenommen. Nach der Zerstörung durch Kriegsschäden wurde der Betrieb 1944 endgültig eingestellt.
Im Dezember 2008 wurde über Wiedereinführung einer Straßenbahn in den Gremien der Agglomeration diskutiert.

## Netz
Am 8. April 1901 wurden die ersten drei Linien für gemeinnützig erklärt, womit die endgültige Betriebsgenehmigung erteilt war.
Das meterspurige Netz war 32 km lang. Es bestand aus den folgenden Linien:
- Keryado – La Perrière
- Place Bisson – Ploemeur,
- Place Bisson – Hennebont
- Drehbrücke (Pont tournant) – Pont de Kérentrech mit Abzweig zum Bahnhof[2].

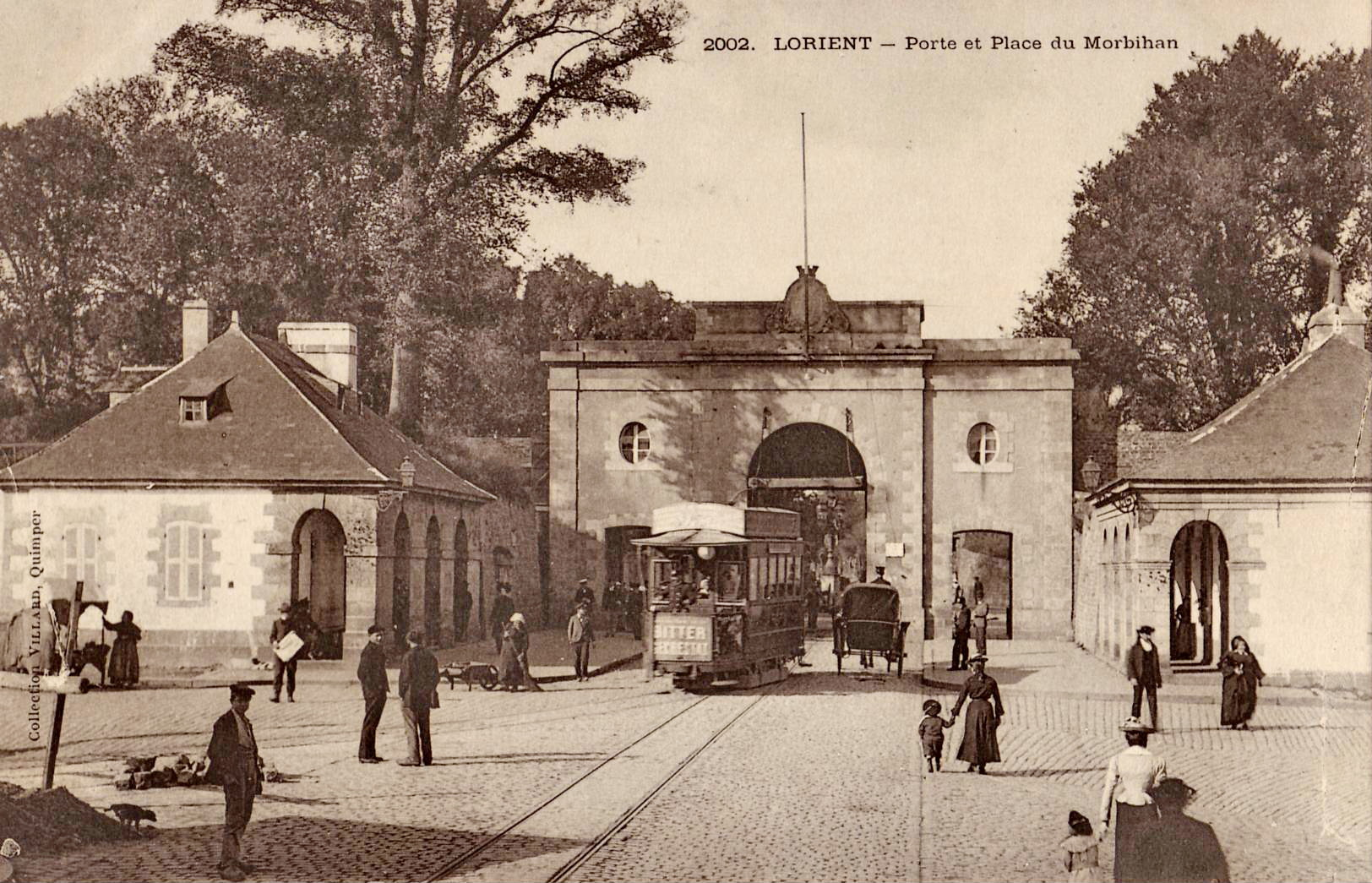
Straßenbahn an der Porte du Morbihan…

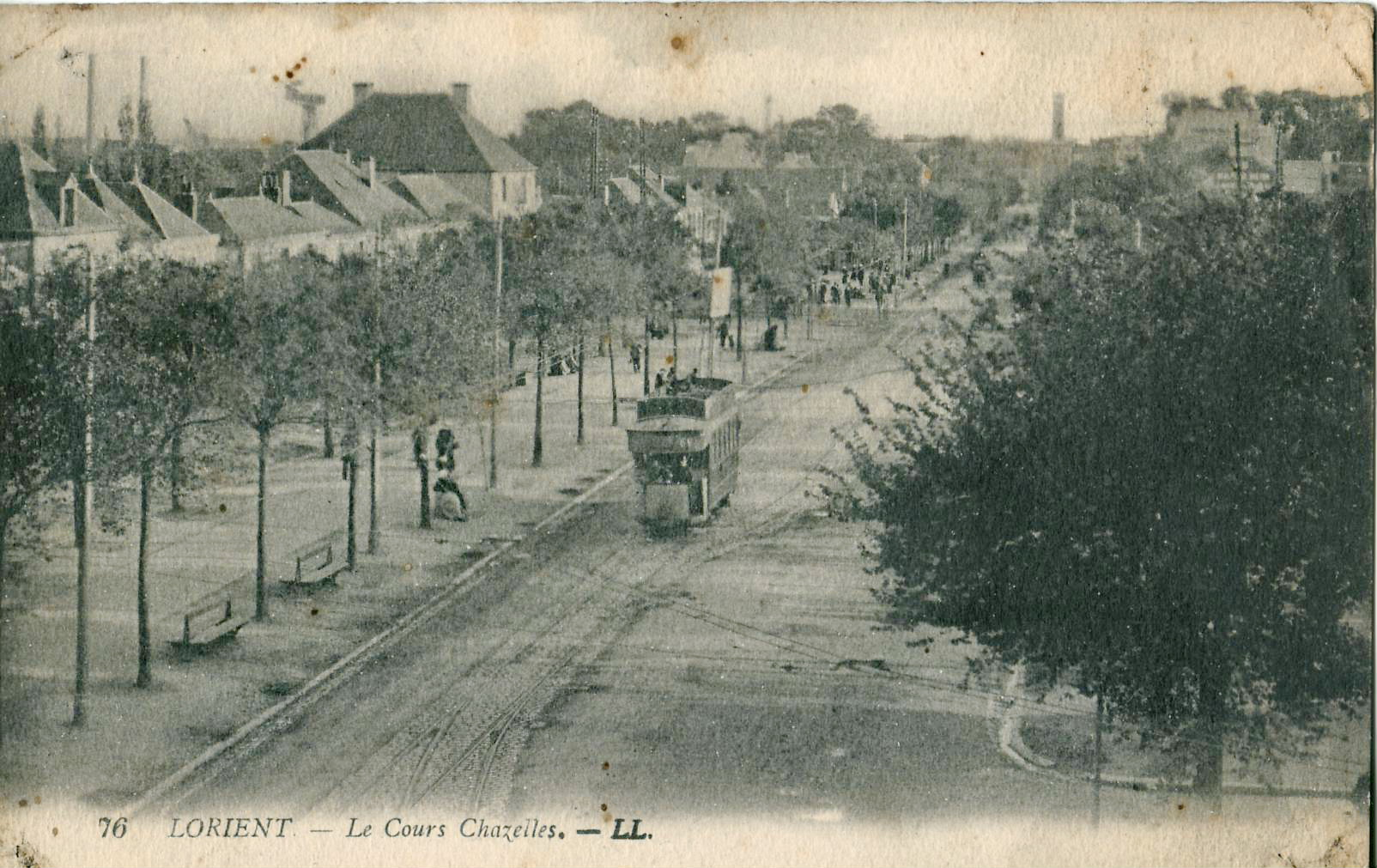
… Cours Chazelles…

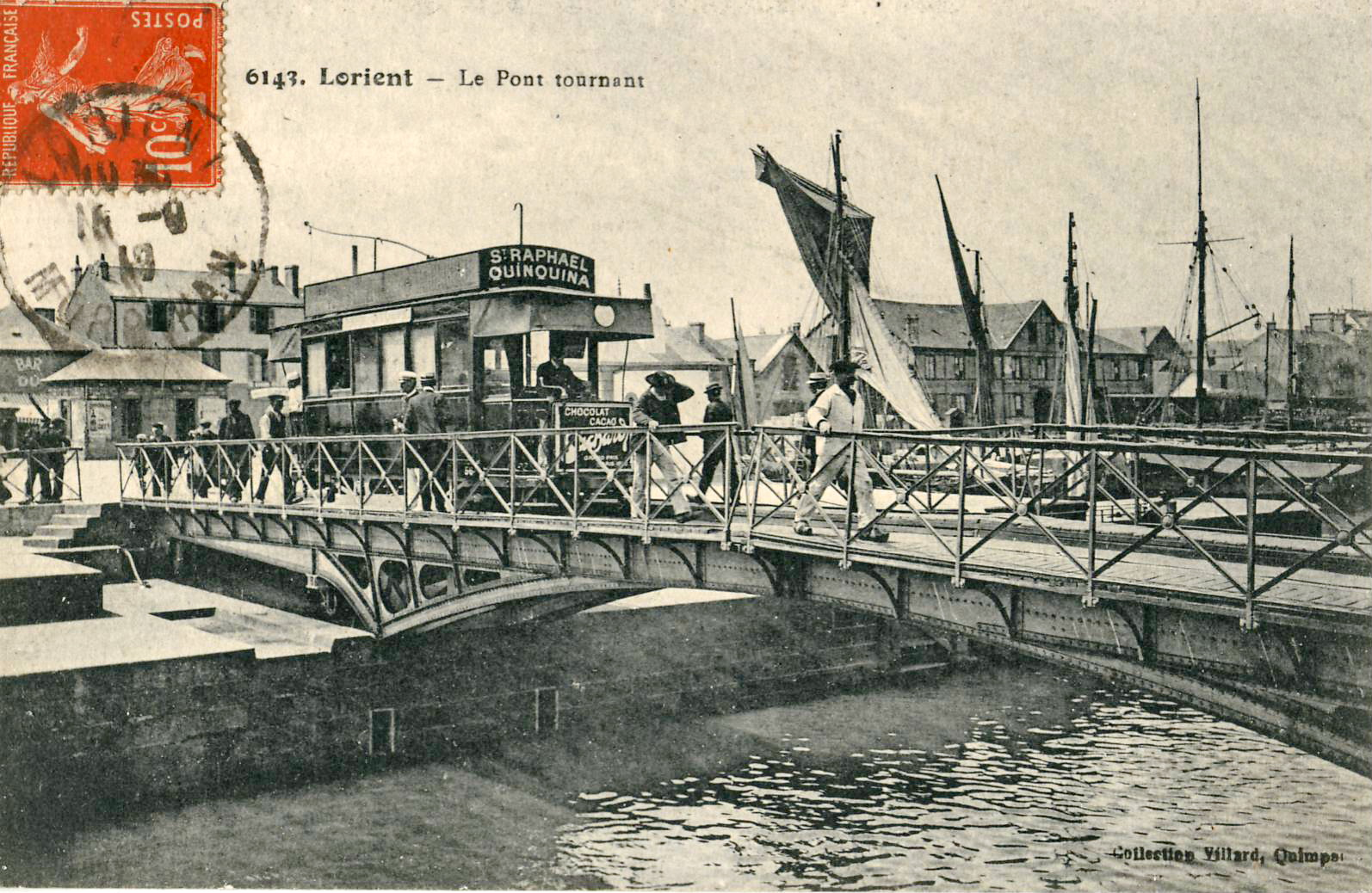
… und auf der Drehbrücke

- Keryado – Guidel

### Strecken
Das 1901 vorgesehene Netz bestand nach dem décret du 3 avril 1901 déclarant d'utilité publique l’établissement d'un réseau de tramways dans la ville de Lorient (Morbihan) et sa banlieue aus folgenden Linien:
- Linie A von Kériado nach La Perrière; auf der damaligen route nationale 165, heute Rue de Belgique, die Rue de Brest (heute Rue Paul Guieysse), den Cours Louis de Chazelle, die Rue Victor-Massé, die Place Alsace-Lorraine, die Rue des Fontaines, zur Place Bisson (Ecke Rue des Fontaines/Cour de la Bôve, heute überbaut), die Rue Pont-Carré, die Rue Poissonnière, am Kai entlang, über die damalige Drehbrücke (heute Pont François Le Corre), die Rue Carnot, die Rue de Carnel und schließlich die Avenue de la Perrière bis zur Einmündung des Chemin des Bains-Bois (heute Rue de Bout de Monde).
- Abzweig A1, von der Rue Poissonnière nach Osten durch die damalige rue du Port (heute überbaut) zum großen Kasernentor.
- Linie B von der Place Bisson nach Plœmeur; von der Place Bisson über die Place Saint-Louis, die Rue du Morbihan (beide heute Rue Maréchal Foch), die Rue Saint-Pierre (westliche Verlängerung des heutigen Straßenstücks gleichen Namens, überbaut), die Place Alsace-Lorraine, die Rue de la Patrie, geradeaus weiter am westlichen Kai des damaligen Hafens (quer über den heutigen Parc Jules Ferry), nach rechts zur Place de Kerlin (Ecke Place Jules Ferry / Avenue Anatole France), die Rue du Faouédic (heute Avenue Jean Jaurès), die Rue de Merville und weiter über die Route de Plœmeur und die Rue Sainte-Anne bis vor die Kirche in Plœmeur (Place de l'eglise).
- Abzweig B1 von der Rue du Morbihan durch die Rue des Colonies und die Rue du Lycée (beide heute überbaut) zum kleinen Kasernentor.
- Linie C, von der Drehbrücke nach Kerentrech folgte der Linie A von der Drehbrücke bis zur Place Bisson und von dort bis zur Einmündung der Rue Saint-Pierre der linie B, verlief dann weiter geradeaus über die Rue du Morbihan, vereinigte sich an der Place du Morbihan wieder mit der Linie A bis hinter dem Bahnhof, dann weiter durch die Rue du Pont (heute Rue de Verdun) bis zur damaligen Hängebrücke über den Scorff (heute Pont Saint-Christophe).
- Abzweig C1 vom Cours Chazelles in die Rue Beauvais vor dem Bahnhof.
- Abzweig B2 folgte 1909, er führte von der Place de Kerlin vor das Krankenhaus Bodélio (Kreuzung Rue de Kerlin/Rue de Petit Batteur).
- Die Überlandlinie nach Hennebont verlief in Verlängerung der C-Strecke über den Pont Saint-Christophe. Dies war eine 1848 gebaute und 292 m lange Hängebrücke, die 1900 für die Straßenbahn verstärkt wurde. 1960 wurde sie durch eine moderne Konstruktion ersetzt.[7] Die Strecke führte weiter entlang der Landstraße durch Lanester bis zum Bahnhof von Hennebont.
- Die Überlandlinie nach Guidel folgte von Keriado (A-Strecke) der Landstraße (heute D 765).

### Stromversorgung
Ursprünglich wurde das Netz nach dem System Diatto mit Strom versorgt. Dies bestand aus einer Reihe von Kontakten zwischen den Schienen. Das System wurde 1911 abgeschafft und durch Oberleitungen ersetzt. Die Linie nach Ploemeur hatte von Anfang an Oberleitungen.

## Fahrzeuge
Die Gesellschaft hatte 27 Motorwagen und 17 Beiwagen.